# Amory
Amory es una ciudad del Condado de Monroe, Misisipi, Estados Unidos. Según el censo de 2000 tenía una población de 6.956 habitantes.

## Demografía
Según el censo de 2000, había 6.956 personas, 2.876 hogares y 1.903 familias residiendo en la localidad. La densidad de población era de 358,1 hab./km². Había 3.147 viviendas con una densidad media de 162,0 viviendas/km². El 69,85% de los habitantes eran blancos, el 29,18% afroamericanos, el 0,12% amerindios, el 0,06% asiáticos, el 0,16% de otras razas y el 0,63% pertenecía a dos o más razas. El 0,79% de la población eran hispanos o latinos de cualquier raza.
Según el censo, de los 2.876 hogares en el 30,6% había menores de 18 años, el 43,8% pertenecía a parejas casadas, el 19,3% tenía a una mujer como cabeza de familia, y el 33,8% no eran familias. El 31,7% de los hogares estaba compuesto por un único individuo, y el 15,7% pertenecía a alguien mayor de 65 años viviendo solo. El tamaño promedio de los hogares era de 2,36 personas, y el de las familias de 2,97.
La población estaba distribuida en un 25,9% de habitantes menores de 18 años, un 8,0% entre 18 y 24 años, un 25,0% de 25 a 44, un 22,5% de 45 a 64, y un 18,7% de 65 años o mayores. La media de edad era 38 años. Por cada 100 mujeres había 82,4 hombres. Por cada 100 mujeres de 18 años o más, había 75,3 hombres.
Los ingresos medios por hogar en la localidad eran de 28.789 dólares ($), y los ingresos medios por familia eran 37.891 $. Los hombres tenían unos ingresos medios de 30.913 $ frente a los 21.356 $ para las mujeres. La renta per cápita para la ciudad era de 14.092 $. El 20,7% de la población y el 17,1% de las familias estaban por debajo del umbral de pobreza. El 31,6% de los menores de 18 años y el 17,4% de los habitantes de 65 años o más vivían por debajo del umbral de pobreza.

## Geografía
Según la Oficina del Censo de los Estados Unidos, Amory tiene un área total de 20,7 km² de los cuales 19,4 km² corresponden a tierra firme y 1,3 km² a agua. El porcentaje total de superficie con agua es 6,37%.